# Liste der Soundtrack-Alben, die Platz eins der österreichischen Charts erreichten
Die Liste der Soundtrackalben, die Platz eins der österreichischen Charts erreichten beinhaltet alle Soundtracks und Filmmusiken, die in den von GfK Entertainment ermittelten Ö3 Austria Top 40 die Spitzenposition belegten. Insgesamt konnten sich bisher 35 Soundtrackalben auf Platz 1 positionieren.

## Liste der Nummer-eins-Alben
| Jahr | Titel                                                   | Künstler/Anmerkungen                          | Wochen auf Platz 1 | Wochen in den Charts | Auszeichnung |
| ---- | ------------------------------------------------------- | --------------------------------------------- | ------------------ | -------------------- | ------------ |
| 1978 | Saturday Night Fever: The Original Movie Sound Track    | Bee Gees                                      | 9                  | 9 Mt.                |              |
| 1978 | Grease: The Original Soundtrack from the Motion Picture | Verschiedene                                  | 9                  | 52                   |              |
| 1980 | Xanadu                                                  | Electric Light Orchestra & Olivia Newton-John | 2                  | 24                   |              |
| 1981 | Flash Gordon                                            | Queen                                         | 2                  | 20                   |              |
| 1983 | Flashdance                                              | Verschiedene                                  | 2                  | 24                   |              |
| 1984 | Cats                                                    | Deutscher Cast                                | 4                  | 28                   |              |
| 1984 | Footloose                                               | Dean Pitchford                                | 2                  | 14                   |              |
| 1987 | Miami Vice                                              | Verschiedene                                  | 4                  | 20                   |              |
| 1987 | La Boum 2                                               | Verschiedene                                  | 3                  | 16                   |              |
| 1988 | Dirty Dancing                                           | Verschiedene                                  | 8                  | 62                   |              |
| 1988 | More Dirty Dancing                                      | Verschiedene                                  | 4                  | 30                   |              |
| 1989 | Das Phantom der Oper                                    | Deutscher Cast                                | 2                  | 20                   | Platin       |
| 1990 | Pretty Woman                                            | Verschiedene                                  | 6                  | 21                   | 2× Platin    |
| 1990 | Blaze of Glory                                          | Jon Bon Jovi                                  | 4                  | 22                   | Platin       |
| 1993 | The Bodyguard: Original Soundtrack Album                | Whitney Houston                               | 9                  | 35                   | 4× Platin    |
| 1994 | Philadelphia                                            | Verschiedene                                  | 1                  | 24                   | 4× Platin    |
| 1995 | 1492: Conquest of Paradise                              | Vangelis                                      | 3                  | 38                   | 2× Platin    |
| 1996 | Dangerous Minds                                         | Verschiedene                                  | 2                  | 14                   | Gold         |
| 1997 | Evita                                                   | Madonna                                       | 6                  | 25                   | 2× Platin    |
| 1998 | Titanic: Music from the Motion Picture                  | James Horner                                  | 6                  | 28                   | 2× Platin    |
| 1998 | Armageddon                                              | Verschiedene                                  | 4                  | 16                   | Gold         |
| 1999 | Eiskalte Engel                                          | Verschiedene                                  | 1                  | 15                   | Gold         |
| 2001 | Bridget Jones’s Diary                                   | Verschiedene                                  | 3                  | 14                   | Gold         |
| 2008 | Mamma Mia! The Movie Soundtrack                         | Cast                                          | 6                  | 81                   |              |
| 2008 | High School Musical 3: Senior Year                      | Cast                                          | 1                  | 25                   | Gold         |
| 2009 | Hannah Montanna: The Movie                              | Miley Cyrus et al.                            | 1                  | 38                   | Platin       |
| 2010 | Zeiten ändern dich                                      | Bushido                                       | 1                  | 12                   | Gold         |
| 2010 | Iron Man 2                                              | AC/DC                                         | 6                  | 33                   | Gold         |
| 2010 | The Twilight Saga: Eclipse                              | Verschiedene                                  | 1                  | 14                   | Gold         |
| 2009 | BOBmusik – Das gelbe Album                              | SpongeBob Schwammkopf                         | 1                  | 26                   |              |
| 2015 | Fifty Shades of Grey                                    | Verschiedene                                  | 1                  | 35                   | Platin       |
| 2016 | Violetta: En Gira                                       | Cast                                          | 1                  | 14                   |              |
| 2017 | Fifty Shades Darker                                     | Verschiedene                                  | 1                  | 18                   |              |
| 2018 | Fifty Shades Freed                                      | Verschiedene                                  | 1                  | 20                   |              |
| 2018 | Mamma Mia! Here We Go Again                             | Cast                                          | 3                  | 43                   |              |
| 2020 | Frozen II                                               | Verschiedene                                  | 1                  | …                    |              |